# F.E.A.R.
F.E.A.R. é um jogo eletrônico de tiro em primeira pessoa produzido pela Monolith e lançado em 18 de outubro de 2005 para Windows, em 31 de outubro de 2006 para Xbox 360 e em 24 de abril de 2007 para PlayStation 3. O enredo tem como base varios acontecimetos sobrenaturais. A sigla F.E.A.R. significa First Encounter Assault Recon. O jogo é distribuído pela Vivendi Games.

## História

### Antecedentes
A corporação tecnológica Armacham (ATC) iniciou o projeto Icarus, um programa que visava possibilitar a realização de trabalhos sem consequências a saúde em ambientes de gravidade zero, através de alterações genéticas. Aplicações militares são autorizadas, então, tem início o projeto Origin (Origem) com o propósito de desenvolver soldados geneticamente modificados (conhecidos como Replica) para o governo dos EUA. Harlan Wade é o líder do programa.
Uma das filhas de Harlan Wade, Alma sofre com freqüêntes pesadelos e alucinações. Foi descoberto que ela era uma poderosa telepata e podia sentir as emoções negativas das pessoas ao seu redor. Wade vê a possibilidade de utilizar o material genético de sua filha no programa Origin, com a intenção de criar soldados psíquicos capazes de comandar tropas telepaticamente.
Imediatamente após seu 8° aniversário, Alma é trancada num tanque de privação de sentidos e induzida ao coma. Seu material genético passa a ser utilizado numa série de experimentos para desenvolver um embrião que pudesse ser utilizado como comandante psíquico.
Seis anos depois, um embrião “beta” está pronto. Harlan Wade determina que sua filha carregue o feto dentro de si, para garantir que suas aptidões e “dons” fossem passados para o feto, porém, ele comete um erro terrível, ao não acreditar que as características deste feto pudessem ser incorporados ao DNA dela.
O primeiro comandante protótipo nasce. Seu potencial psíquico é considerado muito fraco, por isso é descartado enquanto trabalham em um novo protótipo. O segundo protótipo tem resultados excepcionais. Seu nome é Paxton Fettel, e é decidido que ele seria treinado assim que estivesse velho o bastante. No entanto, um acidente ocorre enquanto este ainda é uma criança, envolvendo soldados atacando seus superiores. Inúmeros acidentes ocorrem. Durante uma investigação, é descoberto que o perfil psíquico de Paxton e Alma (ainda no coma) haviam sido sincronizados. A teoria era que ela havia se conectado a Paxton, e o utilizado como arma.
A ATC decide que o caminho mais seguro era desligar Alma. Suas tentativas de aproximar-se para desligar os sistemas onde ela estava trancada resultaram em desgraça, então optaram por desligar os sistemas remotamente. Levou seis dias para que ela morresse. Uma vez que seus sinais vitais cessaram, tornou-se perigoso entrar no laboratório, então a ATC decidiu desliga-lo permanentemente.
Através dos anos, o distrito de Auburn, que localizava-se exatamente acima do laboratório subterrâneo, “morria” lentamente. Porém, essa “morte” era lenta o bastante para que ninguém pensasse muito sobre o assunto. Problemas sócio-econômicos eram apontados como a causa, mas a verdade é que problemas como desconfortos, distúrbios e até doenças eram sentidos por todos que passassem muito tempo na área.
Eventualmente, uma mulher chamada Genevieve Aristide transforma-se em presidente da ATC. Sentindo que o laboratório do projeto Origin tornava-se inútil, ela manda uma equipe para avaliar se o projeto poderia ser retomado ou se o laboratório poderia ser utilizado para outros experimentos.
Após perder contato como o time de reconhecimento, a ATC envia um grupo para resgatá-los. Após perder contato também com o time de resgate, a ATC fecha o laboratório novamente.
Imediatamente após este incidente, começam a aparecer terríveis consequências, como os mesmos incidentes que causavam o abandono da cidade de Auburn serem detectados em regiões adjacentes. Após uma nova análise do laboratório Origin, detecta-se que a sincronia entre Fettel e Alma ocorreu novamente.
Harlan Wade imediatamente convoca uma força tarefa para investigar estas anomalias. Ele envia um cientista, Bill Moody, para a Estação de Tratamento do Rio Sul, para estudar os níveis de contaminação da água subterrânea. Ele atribui a sua outra filha, Alice Wade, e um rapaz chamado Aldus Bishop, a função de colher informações dos últimos 20 anos de Auburn. Ele também concede a Chuck Habbeger e Marshall Disler a função de monitorar o programa Perseus, que é focado no treinamento dos soldados Replica e capitães psíquicos. Outros membros da força-tarefa incluíam Iain Hives um supervisor com conhecimento em ciência e Norton Mapes, um engenheiro de software e expert técnico.
Um pouco mais tarde, Fettel tem uma visão da jovem Alma, que pede para que ele a encontre e liberte-a. Ele provoca uma rebelião na base do projeto Perseus e leva consigo cerca de 1.000 soldados Replica fortemente armados, veículos e equipamentos e que eram comandados por Fettel através de telepatia.
Então, Fettel interroga Chuck Habbeger, seu método de perguntar é comendo sua carne viva, acreditando que assim ele pode obter as respostas através de seu sentido. Habbeger diz não saber quem Alma é, mas diz conhecer outras pessoas que poderiam guia-lo até ela. Fettel então ordena que seus soldados capturem tais pessoas, acreditando que elas poderiam levá-lo a Alma.
Após encontrar Habbeger comido vivo, Genevieve Aristide envia um relatório ao senado norte-americano, mas insiste que a crise pode ser resolvida discretamente, eliminando Fettel, pois assim os soldados não teriam comandos psíquicos, e cessariam atividades. O senador então contacta a F.E.A.R. e a SFOD-D e lhes dá acesso a sistemas de localização high-tech, para que encontrem e eliminem Fettel e seus soldados.

### Durante o jogo
O game começa com Fettel tomando o comando de um batalhão de soldados Replica que destroem a matriz da ATC. As câmeras mostram Fettel canibalizando suas vítimas.
O jogador é apresentado como “point man” para a equipe da F.E.A.R., uma organização governamental secreta especializada em lidar com ameaças paranormais. O coordenador da equipe, Rowdy Betters, lhe apresenta os outros membros do time, Spen Jankowski e Jin Sun-Know. A equipe recebe a ordem de eliminar Fettel. Como uma medida de segurança, a ATC implantou em todos os soldados Replica um dispositivo de rastreamento, assim a equipe foi capaz de seguir os passos de Fettel através do satélite espião HANNIBAL-3.
A busca por Paxton Fettel começa em um prédio abandonado em Auburn. Enquanto procura por pistas, você acaba sendo atacado por Fettel e, antes de perder a consciência escuta ele dizer uma enigmática frase: “Todos eles merecem morrer”.
O sinal de Fettel é perdido, no entanto, você e o esquadrão SFOD-D são enviados para investigar um grupo de soldados Replica no porto Sullivan e laboratório de análise. A equipe SFOD-D é misteriosamente massacrada e você é quase morto numa explosão provocada pela aparição de uma garotinha de vestido vermelho: Alma Wade.
A busca por Fettel continua na estação de tratamento do Rio Sul e na matriz da ATC. Durante os combates contra os Replica, você passa a ter alucinações cada vez mais perturbadoras envolvendo Alma e Fettel. Através de alucinações, hackeando laptops e informações de outros personagens, a história se desenrola. Você descobre que Fettel é filho de Alma, resultado de experimentos com embriões geneticamente modificados. Descobre também que Fettel é o mais novo de dois irmãos produzidos pelo programa Origin.
Essa perseguição acaba levando ambos ao laboratório subterrâneo do programa Origin, onde Alma foi trancada pela ATC quando tornou-se poderosa demais para ser controlada. O jogador agora enfrentaria os soldados Replica e os guardas da ATC, que haviam sido designados para abafar o caso.
Finalmente, enquanto você caminha, você vê Fettel canibalizando sua tia ou Alice Wade, ao mesmo momento que sua irmâ, Alma caminha em direção a Fettel. Logo começa as alucinações onde você vê Fettel dizendo algumas frases, logo após cada frase, dois demônios surgem de dentro de Fettel para te atacar enquanto Fettel some e aparece em outro canto. Logo após umas cinco frases, você atravessa uma porta que liga uma sala onde Fettel está de joelhos, temendo por sua segurança e a liberdade de Fettel, você o mata enquanto ouve uma das frases enigmáticas dele: "Eu a libertarei". Após sua morte, Fettel deixa de comandar as tropas devido ao seu poder telepático ter desaparecido. Infelizmente Alice Wade está morta devido aos múltiplos ferimentos causados pelo canibalismo de Fettel.
Fettel falha em libertar Alma mas Harlan Wade, líder do programa Origin, movido pela culpa de ser o causador de tanto sofrimento à garota, liberta-a. Após ser libertada, Alma imediatamente mata Wade. A sua libertação provoca pesadelos que quebram a barreira da lógica e passam a ocorrer no mundo real, e a visão de uma Alma mais velha andando nua pelo laboratório passa a atormentá-lo.
Você deve correr para destruir o laboratório destruindo os pilares de energia para iniciar uma reação em cadeia que causaria uma explosão subterrânea. Enquanto escapa, uma visão vem revelar uma fato aterrador: Harlan Wade, o principal envolvido no projeto Origin era o pai de Alma, sendo que Harlan é pai de Alice que nesse momento dorme profundamente no sono da morte.
Você escapa do subsolo a tempo de ver uma enorme explosão que o deixa inconsciente. Quando acorda, encontra-se em um helicóptero com o líder do esquadrão SFOD-D Douglas Holiday e Jin Sun-Kwon, observando um enorme cogumelo de fumaça que cobria quase todo o ambiente urbano. O laboratório Origin havia sido destruído mas Alma havia sido libertada e não havia como prever a imensidão e consequências de sua ira, agora que se encontrava livre.
O jogo termina com Alma escalando o helicóptero. (Fettel e o protagonista são irmãos)